# رانوواتس
رانوواتس (به صربی: Ranovac) یک منطقهٔ مسکونی در صربستان است که در پتروواتس نا ملاوی واقع شده‌است.